# David Belle
David Belle (Fécamp, 29 aprile 1973) è un ginnasta, stuntman e attore francese, noto per essere cofondatore della disciplina-movimento parkour.

## Biografia
David Belle nasce il 29 aprile 1973 e vive per i suoi primi quattordici anni a Les Sables-d'Olonne e nel 1987 si trasferisce a Lisses. Ha dedicato la sua vita all'allenamento, prendendo spunto dall'esempio atletico del padre Raymond (addestrato secondo il metodo di Georges Hébert) e del nonno Gilbert Kitten, entrambi decorati pompieri parigini. Il padre trasmise a David un modo di pensare rivolto al superamento di tutti gli ostacoli. 
Nel 1988, all'età di 15 anni, Belle lasciò la scuola e andò a Lisses per incominciare il suo servizio nazionale. Crebbe con un gruppo di amici che sarebbe diventato il nucleo degli Yamakasi (Yann Hnautra, Châu Belle Dinh, Malik Diouf, Laurent Piemontesi, Guylain N'Guba Boyeke, Charles Perriere, Sébastien Foucan e Williams Belle). Questi e altri compagni vivevano in diversi paesi vicino a Parigi. Per un periodo fu pompiere, ma per un infortunio fu costretto a dimettersi e per motivi personali non tornò più. In seguito si arruolò nelle Troupes de marine a Vannes, dove ricevette una promozione, un diploma d'onore per la sua agilità e divenne campione del reggimento nella scalata della corda (come suo padre prima di lui) e nella corsa a ostacoli dell'Essonne. Ma per lui la rigida vita del militare era limitante. Ha svolto vari lavori come magazziniere, guardia della sicurezza e venditore di mobili. Poi andò in Corea del Sud per otto anni, dove ricevette una cintura nera di Taekwondo.
Dopo il suo ritorno incominciò a promuovere la sua disciplina filmando le sue capacità. Nel 1997 il team Stade 2 (Francis Marroto, Pierre Sleed e Pierre Salviac) decise di realizzare un film su David Belle in una serie di sue collaborazioni: The speed air man, Catmen, La Relève e Les traceurs. Fu allora che venne coniata la definizione "traceur".
Sono celebri le sue doti di Traceur in Banlieue 13, film di Pierre Morel ambientato in una Parigi del 2010, e nel seguito Banlieue 13 Ultimatum. Nel 2014 recita in Brick Mansions al fianco di Paul Walker e RZA.

## Filmografia

### Attore
- Femme fatale, regia di Brian De Palma (2002)
- Intervento divino (Yadon ilaheyya), regia di Elia Suleiman (2002)
- Banlieue 13, regia di Pierre Morel (2004)
- Un monde meilleur, regia di Igor Pejic (2006) - cortometraggio
- Babylon A.D., regia di Mathieu Kassovitz (2008)
- Banlieue 13 Ultimatum, regia di Patrick Alessandrin (2009)
- Cose nostre - Malavita (The Family), regia di Luc Besson (2013)
- Brick Mansions, regia di Camille Delamarre (2014)
- Super Express regia di Xiao Song (2016)
- Rogue City (Bronx), regia di Olivier Marchal (2020)

### Stunt
- I fiumi di porpora 2 - Gli angeli dell'Apocalisse (Les Rivières pourpres II: Les anges de l'apocalypse), regia di Olivier Dahan (2002)
- Transporter: Extreme (Transporter 2), regia di Louis Leterrier (2005)
- Prince of Persia - Le sabbie del tempo (Prince of Persia: The Sands of Time), regia di Mike Newell (2010)

## Doppiatori italiani
- Davide Lepore in Banlieue 13
- Alberto Bognanni in Banlieue 13 Ultimatum
- Christian Iansante in Brick Mansions
- Federico Talocci in Rogue City